# Golenkinia
Golenkinia é um género de algas, da família Micractiniaceae.